# Ogden (Illinois)
Ogden é uma vila localizada no estado americano de Illinois, no Condado de Champaign.

## Demografia
Segundo o censo americano de 2000, a sua população era de 743 habitantes.
Em 2006, foi estimada uma população de 726, um decréscimo de 17 (-2.3%).

## Geografia
De acordo com o United States Census Bureau, Ogden tem uma área de 1,5 km², dos quais 1,5 km² são cobertos por terra e 0,0 km² cobertos por água.

## Localidades na vizinhança
O diagrama seguinte representa as localidades num raio de 12 km ao redor de Ogden.